# Sphingosin
Sphingosin (2-amino-4-octadecen-1,3-diol) là amino alcohol có 18 carbon với chuỗi hydrocarbon chưa bão hòa, tham gia cấu tạo nên sphingolipid, lớp lipid màng tế bào.

## Chức năng
Sphingosin có thể được phosphoryl hóa bởi hai kinase là sphingosin kinase loại 1 và sphingosin kinase loại 2.  Sản phẩm tạo thành là sphingosin-1-phosphat.

## Sinh tổng hợp
Sphingosin được tổng hợp từ palmitoyl CoA và serin ở dạng cô đặc, sinh ra dehydrosphingosin.
Sau đó, dehydrosphingosin được NADPH khử thành dihydrosphingosin (sphinganin) và cuối cùng được FAD oxy hóa thành sphingosin.
Không thể tổng hợp trực tiếp sphinganin thành sphingosin; đầu tiên là acylat hóa thành dihydroceramid, sau đó dehydrogenat hóa thành ceramid. Sphingosin có thể bị khử thành sphingolipid với sự có mặt của lysosome.

## Hình ảnh

Sphingolipidose
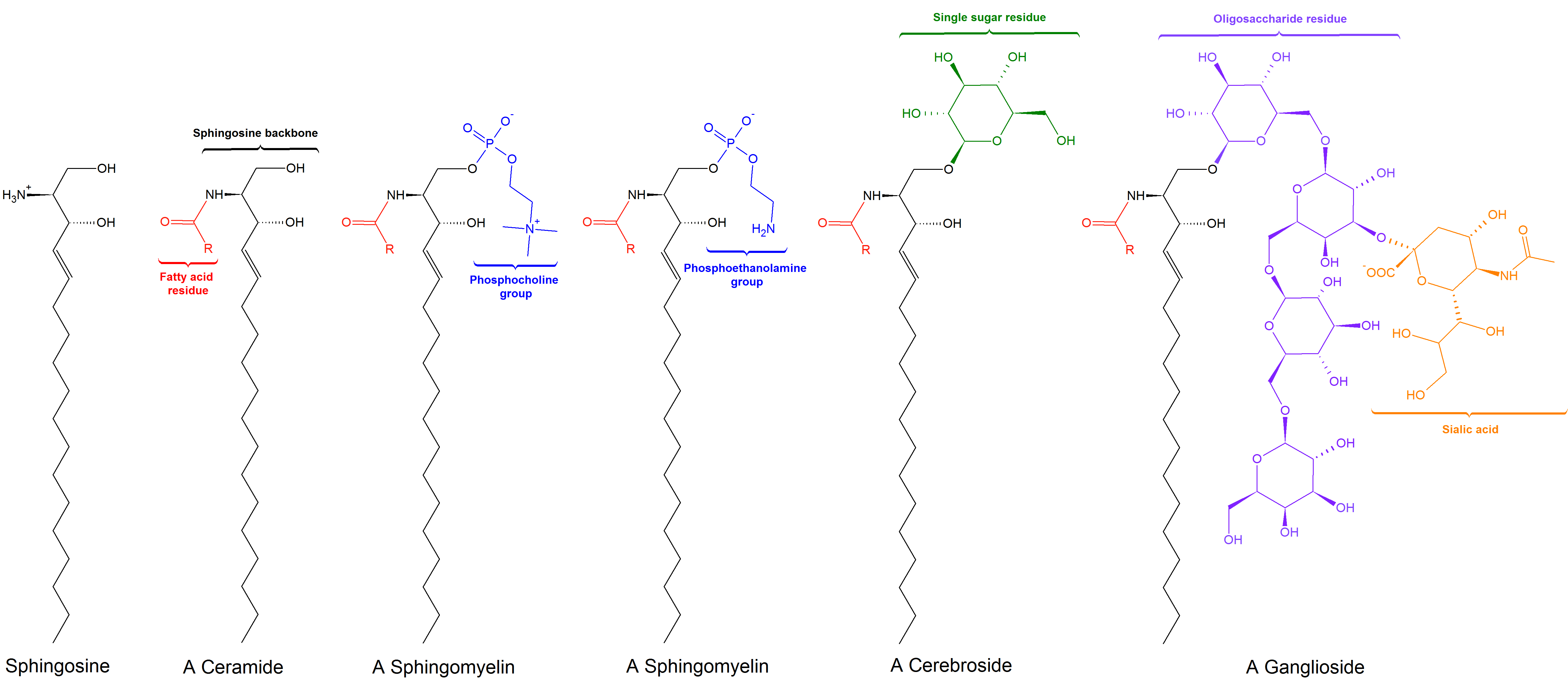
Cấu trúc chung của sphingolipid